# Roberto Verrier
Roberto Verrier fue un político y economista argentino, que se desempeñó como Ministro de Hacienda durante la dictadura de Pedro Eugenio Aramburu entre 25 de enero de 1957 y 26 de marzo de 1957.
Su hermano César Verrier, fue juez y funcionario durante la presidencia de Arturo Frondizi. Fue vicepresidente del Banco Central y subsecretario de Finanzas del ministro Julio Alizón García, en los primeros meses de la Revolución Libertadora, abandonando el cargo tras la salida de Alizón para asumir como ministro. Adhería a tendencias liberales, y ocupó el cargo muy brevemente, pues fue reemplazado por Adalbert Krieger Vasena, dado que renunció por desacuerdos con Aramburu.Durante su paso por en ministerio dispuso la intervención de 40 firmas nacionales y extranjeras, entre ellas industrias como Kaises Argentina, Mercedes Benz, Fiat, Deuz, etc. En 1956 firmó un acuerdo con empresas fabricantes de tractores que lo llevó a un fuerte conflicto con la cámara argentina de fabricación de tractores y maquinaria agrícola, por los contratos que otorgaban el total control del sector a cuatro empresas extranjeras. La cámara sotenía que el oligopolio permitía a dichas firmas incrementar los precios abruptamente y cometer practicas desleales, violentando los principios de competencia.
Al finalizar su período, Argentina se encontraba en default, y la deuda externa había crecido hasta alcanzar los 1800 millones de dólares. El déficit fiscal que en 1957 era de 27 000 millones de pesos moneda nacional, en 1958 se elevó a 38 000 millones. Durante su gestión sumó nuevas obligaciones externas por 700 millones de dólares estadounidenses, que no pudo pagar, dejando al país al borde del default. En 1955, meses antes de asumir como minsitro, Argentina era un país acreedor y el Banco Central tenía 371 millones de dólares en reservas.